# یواس‌اس گرینویل (اس‌اس‌ان-۷۷۲)
یواس‌اس گرینویل (اس‌اس‌ان-۷۷۲) (به انگلیسی: USS Greeneville (SSN-772)) یک زیردریایی است که طول آن ۳۶۲ فوت (۱۱۰ متر) می‌باشد. این زیردریایی در سال ۱۹۹۴ ساخته شد.